# 羅茲索希夫卡
49°53′36″N 35°36′42″E / 49.89333°N 35.61167°E
羅茲索希夫卡（烏克蘭語：Розсохівка）是位於烏克蘭東部的村莊，由哈爾科夫州博霍杜希夫區的瓦爾基市鎮負責管轄。該村始建於1667年，面積0.9平方公里，海拔高度166米，2001年人口9，人口密度每平方公里10人。